# Navsari
Navsari (en guyaratí: નવસારી ) es una ciudad de la India capital del distrito de Navsari, en el estado de Guyarat.

## Geografía
Se encuentra a una altitud de 17 m s. n. m. a 315 km de la capital estatal, Gandhinagar, en la zona horaria UTC +5:30.

## Demografía
Según estimación 2011 contaba con una población de 137 444 habitantes.